# Sami Gayle

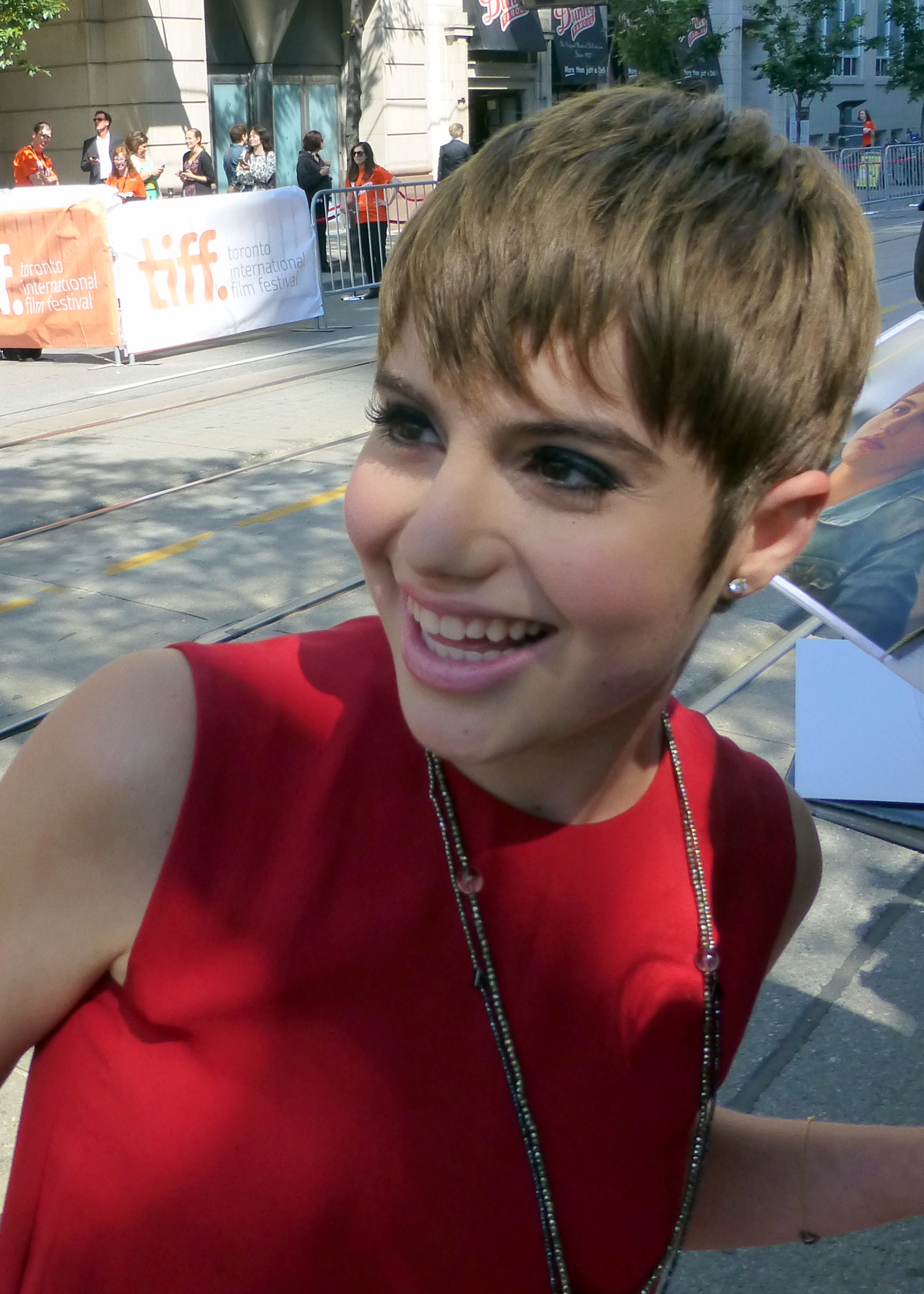
Sami Gayle (2013)

Sami Gayle (ur. 22 stycznia 1996 w Weston) – amerykańska aktorka, która wystąpiła m.in. w serialu  Zaprzysiężeni oraz filmie Kongres.

## Filmografia

### Filmy
| Rok  | Tytuł                   | Rola              | Uwagi          |
| ---- | ----------------------- | ----------------- | -------------- |
| 2011 | Z dystansu              | Erica             |                |
| 2012 | 12 godzin               | Alison Montgomery |                |
| 2013 | Kongres                 | Sarah Wright      |                |
| 2013 | Miłość, nienawiść       | Edith             |                |
| 2014 | Akademia wampirów       | Mia Rinaldi       |                |
| 2014 | Noe: Wybrany przez Boga | Refugee Daughter  |                |
| 2018 | Słodki wybór            | Lona Skinner      | film Netfliksa |

### Seriale
| Rok       | Tytuł              | Rola                | Uwagi          |
| --------- | ------------------ | ------------------- | -------------- |
| 2009–2010 | As the World Turns | Hayden Lawson       | 3 odc.         |
| 2010–2020 | Zaprzysiężeni      | Nicole Reagan-Boyle | w gł. obsadzie |
| 2011      | Bananowy doktor    | Natalie             | 1 odc.         |